# 新潟県サッカーリーグ
新潟県サッカーリーグ（にいがたけんサッカーリーグ）とは、全国の各都道府県にあるサッカーの都道府県リーグのひとつ。新潟県のクラブチームが参加するリーグである。新潟県サッカー協会が主催し、新潟県社会人サッカー連盟が主管運営する。

## 概要・レギュレーション
新潟県サッカーリーグは3部で構成される（2025年）。各リーグとも1回戦総当たりで順位を決定する。
- 1部（10チーム）
- 2部（10チーム）
- 3部（11チーム）

各カテゴリーの構成チーム数は設立・活動休止及び北信越フットボールリーグとの昇降格により年度ごとに変動する。

### 昇格・降格について
- 1部優勝チームは北信越チャレンジリーグの参加権を得る。同大会で上位2位に入ると北信越フットボールリーグ2部に昇格。
- 1部9位・10位は2部に自動降格。2部1位・2位は1部に自動昇格。
- 2部9位・10位は3部に自動降格。3部1位・2位は2部に自動昇格。

新潟県リーグでは、同一運営母体が複数のチームを所持している場合（新潟医療福祉大学など）、規定により同カテゴリーの複数加盟を認めていない。そのため、リーグで昇格相当の成績を収めた場合でも、上位リーグに同一運営母体のチームが所属している場合は昇格が認められない。その場合次点順位を収めたチームが繰り上がり昇格となる。逆に、上位リーグからの降格があった場合は、同一運営母体チームは各カテゴリーにスライド降格となる。

## 参加チーム（2025年）

### 1部
- ASジャミネイロ
- Nagaoka Estilo
- AOBA.FC
- グランセナ新潟FC
- 長岡ビルボードFC
- 産大FC
- FC Schale
- 越後山脈SSS
- 島見FC
- FCクラニーモ

### 2部
- '09経大FC
- NIIGATA J.S.C.
- 高田SC
- 見附FC
- 新潟県庁SC
- FC Valiente
- F.C.ESTNOVA新潟燕
- 燕三条CITY FC
- peligrossa
- 新潟T.F.C

### 3部
- FCシュテルクスト
- 長岡技大SC
- 十日町SC
- 柿崎FC
- 三条イレブンSC
- グランセナアミーゴス
- VORTICE柏崎コルサーカ
- フリーダム新潟FC
- YOLO
- phantom
- SC Ibis

## 1部リーグ歴代優勝クラブ
| - 1977年 新潟リケンタイヤ販売 - 1978年 新潟イレブンサッカークラブ - 1979年 新潟イレブンサッカークラブ - 1980年 新潟イレブンサッカークラブ - 1981年 新潟イレブンサッカークラブ - 1982年 新潟イレブンサッカークラブ - 1983年 新潟イレブンサッカークラブ - 1984年 津川サッカークラブ - 1985年 新潟イレブンサッカークラブ - 1986年 北越サッカークラブ - 1987年 FC直江津 - 1988年 北越サッカークラブ - 1989年 FC直江津 - 1990年 新潟蹴友会 - 1991年 新潟蹴友会 - 1992年 新潟蹴友会 - 1993年 新潟蹴友会 - 1994年 新潟蹴友会 - 1995年 新潟蹴友会 - 1996年 新潟蹴友会 | - 1997年 新潟蹴友会 - 1998年 FCビルボード - 1999年 新潟ナポリFC - 2000年 新潟ナポリFC - 2001年 FCビルボード - 2002年 JAPANサッカーカレッジ - 2003年 CUPS NIIGATA - 2004年 CUPS NIIGATA - 2005年 CUPS NIIGATA - 2006年 CUPS NIIGATA - 2007年 長岡ビルボードFC - 2008年 '05加茂FC - 2009年 '05加茂FC - 2010年 ASジャミネイロ - 2011年 長岡ビルボードFC - 2012年 ASジャミネイロ - 2013年 新潟医療福祉大学FC - 2014年 CUPS聖籠 - 2015年 CUPS聖籠 - 2016年 新潟医療福祉大学FC | - 2017年 長岡ビルボードFC - 2018年 新潟医療福祉大学FC - 2019年 Estilo - 2020年 ASジャミネイロ - 2021年 グランセナ新潟FC - 2022年 ASジャミネイロ - 2023年 NUHW FC - 2024年 ASジャミネイロ |

## 1部リーグ歴代成績
| 年度 | 優勝               | 2位                | 3位                      | 4位              | 5位                | 6位                      | 7位                      | 8位                      | 9位              | 10位             |
| ---- | ------------------ | ------------------ | ------------------------ | ---------------- | ------------------ | ------------------------ | ------------------------ | ------------------------ | ---------------- | ---------------- |
| 2005 | CUPS NIIGATA       | 新潟T.F.C          | テディ・クラブ           | FC JEROS         | フリーダムSC       | 直江津FC                 | 長岡技術科学大学         | 内野FC                   |                  |                  |
| 2006 | CUPS NIIGATA       | FCビルボード       | テディ・クラブ           | 新潟T.F.C        | 直江津FC           | 新潟蹴友会               | 新潟ユベントス"88"       | 水原FC                   |                  |                  |
| 2007 | 長岡ビルボードFC   | NIIGATA J.S.C      | 直江津FC                 | 新潟蹴友会       | 長岡技術科学大学   | 新潟T.F.C                | テディ・クラブ           | 新潟ユベントス"88"       |                  |                  |
| 2008 | '05加茂FC          | 長岡ビルボードFC   | アップルスポーツカレッジ | NIIGATA J.S.C    | 直江津FC           | 長岡技術科学大学         | 新潟蹴友会               | 新潟T.F.C                |                  |                  |
| 2009 | '05加茂FC          | 長岡ビルボードFC   | NIIGATA J.S.C            | 直江津FC         | MICHY'S            | アップルスポーツカレッジ | 長岡技術科学大学         | 三条イレブンSC           |                  |                  |
| 2010 | ASジャミネイロ     | 長岡ビルボードFC   | '05加茂FC                | 直江津FC         | NIIGATA J.S.C      | MICHY'S                  | アップルスポーツカレッジ | テディ・クラブ           |                  |                  |
| 2011 | 長岡ビルボードFC   | '05加茂FC          | 長岡技術科学大学         | NIIGATA J.S.C    | MICHY'S            | 新潟蹴友会               | 直江津FC                 | アップルスポーツカレッジ |                  |                  |
| 2012 | ASジャミネイロ     | MICHY'S            | '05加茂FC                | NIIGATA J.S.C    | 新潟医療福祉大学FC | キアーロ頸城FC           | 長岡技術科学大学         | テディ・クラブ           |                  |                  |
| 2013 | 新潟医療福祉大学FC | '05加茂FC          | MICHY'S                  | NIIGATA J.S.C    | キアーロ頸城FC     | 新潟蹴友会               | 長岡FC                   | 長岡技術科学大学         |                  |                  |
| 2014 | CUPS聖籠           | 新潟医療福祉大学FC | '05加茂FC                | MICHY'S          | Estilo             | グランセナ新潟FC         | キアーロ頸城FC           | 新潟ユベントス"88"       | 新潟蹴友会       | 長岡FC           |
| 2015 | CUPS聖籠           | 新潟医療福祉大学FC | '05加茂FC                | 長岡ビルボードFC | MICHY'S            | Estilo                   | キアーロ頸城FC           | 新潟エンペラー           | グランセナ新潟FC | 柿崎FC           |
| 2016 | 新潟医療福祉大学FC | '05加茂FC          | 長岡ビルボードFC         | Estilo           | NIIGATA J.S.C      | MICHY'S                  | キアーロ頸城FC           | グランセナ新潟FC         | 新潟エンペラー   | コルサーカ柏崎   |
| 2017 | 長岡ビルボード     | Estilo             | リジョカーレ新潟         | MICHY'S          | グランセナ新潟FC   | 新潟医療福祉大学FC       | キアーロ頸城FC           | 見附FC                   | NIIGATA J.S.C    |                  |
| 2018 | 新潟医療福祉大学FC | グランセナ新潟FC   | Estilo                   | リジョカーレ新潟 | MICHY'S            | ASジャミネイロ           | 新潟蹴友会               | キアーロ頸城FC           | 柿崎FC           | 見附FC           |
| 2019 | Estilo             | NIIGATA J.S.C.     | ASジャミネイロ           | リジョカーレ新潟 | MICHY'S            | グランセナ新潟FC         | 新潟蹴友会               | 柿崎FC                   | キアーロ頸城FC   | 長岡技術科学大学 |
| 2020 | ASジャミネイロ     | リジョカーレ新潟   | グランセナ新潟FC         | NIIGATA J.S.C.   |                    |                          |                          |                          |                  |                  |
| 2021 | グランセナ新潟FC   | NIIGATA J.S.C.     | FCクラニーモ             | セルビーシオ     | 見附FC             | リジョカーレ新潟         | 長岡技術科学大学         | 新潟蹴友会               | 糸魚川FC         |                  |
| 2022 | ASジャミネイロ     | 長岡ビルボード     | 産大FC                   | NIIGATA J.S.C.   |                    |                          |                          | 見附FC                   | 長岡技術科学大学 | 新潟県庁SC       |
| 2023 | NUHW FC            | '09経大FC          | Nagaoka Estilo           | AOBA.FC          | グランセナ新潟FC   | NIIGATA J.S.C.           | 長岡ビルボード           | セルビーシオ             | 産大FC           | リジョカーレ新潟 |
| 2024 | ASジャミネイロ     | グランセナ新潟FC   | 越後山脈SSS              | 長岡ビルボード   | 産大FC             | AOBA.FC                  | FC Schale                | Nagaoka Estilo           | '09経大FC        | NIIGATA J.S.C.   |